# Tetranychus kaliphorae
Tetranychus kaliphorae är en spindeldjursart som beskrevs av Gutierrez 1969. Tetranychus kaliphorae ingår i släktet Tetranychus och familjen Tetranychidae. Inga underarter finns listade i Catalogue of Life.